# Daniel J. Sandin
Daniel J. Sandin (1942) è un artista del video ed un artista/ricercatore della computer grafica statunitense.
È professore emerito di Scuola dell'Arte e del Disegno all'Università dell'Illinois a Chicago, dove è anche co-direttore dell'Electronic Visualization Laboratory, il gruppo di ricerca sulla grafica computerizzata che negli anni settanta si chiamava Circle Graphics Habitat ed in cui ha lavorato anche Thomas A. DeFanti. È internazionalmente riconosciuto come un pioniere della computer grafica, dell'arte elettronica e della visualizzazione scientifica.

## Biografia
Dan Sandin è nato nel 1942. Nel 1964 si è laureato in Scienze Naturali allo Shimer College (Illinois) e nel 1967 ha conseguito il master in Fisica all'Università del Wisconsin-Madison. Ha iniziato ad interessarsi di video nel 1967 mentre aiutava ad organizzare una dimostrazione studentesca all'Università dell'Illinois. Nel 1969, grazie alla presentazione allo Smithsonian Institution del suo "Glowflow", un sistema di luci e suoni controllato da un computer, creato con Myron Krueger, è stato richiesto proprio dall'Università dell'Illinois.
Dal 1971 al 1973 ha lavorato al Sandin Image Processor (IP), un computer analogico che accettava in ingresso 2 segnali video, li miscelava, colorava il risultato e poi ricreava in uscita il segnale TV.
Nel 1973 ha creato con Tom DeFanti, che si era trasferito anch'egli all'Università dell'Illinois, il gruppo Circle Graphics Habitat, oggi noto come Electronic Visualization Laboratory (EVL), un laboratorio di ricerca sulla computer grafica. DeFanti aveva sviluppato in proprio il  GRASS, un linguaggio di programmazione orientato alla gestione della grafica. Apportando delle modifiche al linguaggio ed integrandolo nell'IP, DeFanti e Sandin creano, su commissione di Midway, una società controllata da Bally Technologies che opera nel settore dei videogiochi, il sistema Z Box, che doveva essere venduto come espansione per la console Bally Astrocade. Bally però decise di uscire dal settore dei videogiochi prima che il sistema fosse terminato e tutta la tecnologia sviluppata per Midway fu venduta ad un'altra società. DeFanti e Sandin terminarono lo stesso lo sviluppo e vendettero il sistema come Datamax UV-1.
Nel 1977 Sandin ha presentato il Sayre Glove, il primo guanto dati. Nel 1988 ha creato il primo ologramma autostereoscopico, il PHSCologram. Nel 1991 ha partecipato alla creazione del sistema di realtà virtuale CAVE.
Dan Sandin ha ricevuto diversi riconoscimenti, tra cui il "Guggenheim Fellowship" nel 1978,  il "National Endowment for the Arts" nel 1980, il "Rockefeller Foundation Video Fellowship" nel 1981, il premio come "Inventor of the Year" dall'Università dell'Illinois nel 2000 ed il "Rockefeller Foundation Media Arts Fellowship" nel 2002